# Lucio Sergio Paulo
Lucio Sergio Paulo (en latín: Lucius Sergius Paullus) fue un senador romano, que vivió en el siglo II, y desarrolló su cursus honorum bajo los reinados de los emperadores Adriano, Antonino Pío, y Marco Aurelio. Fue dos veces cónsul: la primera vez en un año desconocido, probablemente el año 138, como sufecto, junto a Publio Pactumeyo Clemente, y la segunda, en 168 como cónsul ordinario, junto a Lucio Venuleyo Aproniano Octavio Prisco.

## Origen y familia
Paulo era originario de la colonia romana de Antioquía de Pisidia, y es probable que fuera bisnieto de Sergio Paulo proconsul de Chipre alrededor del año 40.

## Vida
El inicio de su carrera nos es conocido a través de una inscripción incompleta de su ciudad de origen, que indica que empezó su cursus honorum como cuatorvir viarum curandarum dentro del vigintivirato, para pasar después a ser tribuno laticlavio de la Legio VI Ferrata en la provincia Palestina, y, por último cuestor.
El puesto siguiente, Edil o Tribuno de la plebe y la pretura nos son desconocidos, pero en un momento indeterminado antes de 139, fue cónsul sufecto, lo que le permitió ser gobernador de Panonia Superior entre los años 139-142 y, después, en 143-144, gobernador de Siria.
Sergio Paulo asistió a las conferencias anatómicas que Galeno dio durante un período de tres años en Roma, a principios de los años 160. Glen Bowersock señala que estas conferencias fueron "muy del gusto de la gente de ese tiempo", e incluye en la audiencia de Galeno senadores tan prominentes como Marco Vetuleno Cívica Bárbaro cónsul en 157, Tito Flavio Boecio cónsul sufecto alrededor del año 161, y Gneo Claudio Severo cónsul por segunda vez en 173.
Antes de su segundo consulado, el sorteo premió a Paulo con el gobierno proconsular de Asia, la culminación de muchas carreras senatoriales; Géza Alföldy fecha su mandato allí entre los años 166/167, para ser elegido cónsul por segunda vez en 168, esta vez como ordinario. Aunque la evidencia es escasa, la que nos ha llegado, indica que también fue un senador influyente, ya que el emperador Marco Aurelio lo nombró prefecto urbano de Roma alrededor de la época de su segundo consulado, y ocupó el cargo hasta su muerte.
Cuándo murió Paulo es una pregunta todavía sin respuesta. El siguiente prefecto urbano atestiguado es Gayo Aufidio Victorino, quien asumió ese cargo en 179. Alföldy enumera los nombres de cinco hombres, uno o ninguno de los cuales podría haber sido prefecto urbano entre Paulo y Victorino, por lo que es probable que Paulo muriera pocos años (circa. 178) después de ser nombrado Praefectus Urbi.